# Amphicephalozia
Amphicephalozia là một chi rêu trong họ Cephaloziellaceae.